# Domènec Comerma i Bonet
Domènec Comerma i Bonet, en algunes fonts Domingo Comerma y Tolzá (Sant Quirze de Besora, Osona, 1766 - Barcelona, Barcelonès, 1831) fou un historiador, religiós i bibliotecari català.
Doctorat en teologia, fou bibliotecari del convent de Santa Caterina de Barcelona i provincial de l'orde dels dominicans entre els anys 1819 i 1825. El 1816 fou elegit membre de la Reial Acadèmia de Bones Lletres de Barcelona. Entre les seves publicacions es troben Discurso sobre las épocas de la entrada de los fenicios, griegos y cartagineses en Cataluña i Noticias acerca del jubileo del Año Santo (1826).

## Publicacions[4]
- Breve resumen de la vida, vírtudes y hechos heroicos de la serafica virgen Santa Catalina de Sena de la tercera orden de predicadores (1803?)
- Carta encíclica del M. R. P. provincial de Dominicos de la Corona de Aragon Fr. Domingo Quirico Comérma á los religiosos y religiosas de su provincia (1824)
- Espejo manual para religiosas, así novicias como profesas (1823)
- Estatutos para la escuela gratuita de niños establecida en el Convento de Santa Catalina Virgen y Martyr, Orden de Predicadores, de Barcelona (entre 1803-1831)
- Las Humillaciones y exaltaciones de Jesus meditadas en este octavario en honor de su dulcisimo nombre (ca. 1840)
- Idea del jubileu y método per guanyarlo : instrucció compendiosa que per est fi facilita al poble catlà (1826)
- Noticias historico-morales sobre Jubileo de Año Santo y sobre indulgencias en general (1826)